# 安酒
安酒，是中华人民共和国贵州省安顺所产的麸曲浓香型白酒。

## 历史
出身六代中医世家的湄潭人周绍臣于二十世纪20年代到安顺行医为生，期间觉得需用健身药酒以辅助治疗，便自1930年起，花十年研发出以110余种中草药入曲的药酒，并于1940年成立“醉群芳”酒坊投入生产。药酒上市后因受欢迎而被民间称为“周茅”、“安茅”，但此酒使用小曲糖化、大曲发酵的酿造工艺，其实和茅台相差很大。1940年代末当地经济因第二次国共内战崩溃，酒坊停业；1950年代初国家购入酒坊，恢复生产。大跃进后当地经济再次频临瘫痪，所需药材紧缺，适逢此时至文化大革命期间为扩大茅台生产而推行茅台异地生产，并尝试扩大原料来源，酒厂便借承担此项政治任务时，于1962年研制出曲药全为麦麸，菌种接种的“六二曲”来酿酒，停酿小曲酒，安酒自此成为麸曲浓香型白酒。改进后的安酒一度大受欢迎。1989年在第五届全国评酒会上被评为国家优质酒。但因1992年春节后贵州白酒业崩盘，酒厂最终破产停产。2008年被联美集团购入，在后者注资下恢复生产。